# Wednesday
Wednesday (no Brasil, Wandinha) é uma série de televisão estadunidense dos gêneros comédia dramática, suspense e terror criada por Alfred Gough e Miles Millar baseado na personagem Wednesday Addams de The Addams Family, do cartunista Charles Addams. Estrelada por Jenna Ortega como a personagem titular, a série apresenta Gwendoline Christie, Riki Lindhome, Jamie McShane, Hunter Doohan, Percy Hynes White, Emma Myers, Georgie Farmer, Joy Sunday, Moosa Mostafa, Naomi J. Ogawa e Christina Ricci em papeis principais, enquanto Catherine Zeta-Jones, Luis Guzmán, Isaac Ordonez e Fred Armisen aparecem como participações especiais.
Com produção executiva e direção dos quatros primeiros episódios assinados por Tim Burton, o mesmo já foi associado a dois projetos relacionados à Família Addams: a adaptação de 1991, que ele rejeitou, e um filme de animação em stop motion cancelado. Em outubro de 2020, foi relatado que ele estava dirigindo uma série de televisão, que mais tarde foi encomendada pela Netflix. As filmagens ocorreram na Romênia entre setembro de 2021 e março de 2022. Wednesday estreou em 16 de novembro de 2022 em um evento em Los Angeles e foi lançado mundialmente na Netflix em 23 de novembro. A série recebeu críticas predominantemente positivas, com elogios ao desempenho de Ortega. Duas semanas após o lançamento, Wednesday tornou-se a terceira série da Netflix em inglês mais assistida mundialmente. Após mudanças na métrica de audiência da Netflix, Wednesday se tornou a série de língua inglesa mais vista em toda a história da plataforma, ultrapassando a quarta temporada de Stranger Things.
A série recebeu duas indicações para o Globo de Ouro: Melhor Série de Televisão – Musical ou Comédia e Melhor Atriz – Série de Televisão Musical ou Comédia para Ortega. Também ganhou quatro prémios Primetime Emmy, além de receber indicações para Melhor Série de Comédia e Melhor Atriz Principal em Série de Comédia para Ortega. Em janeiro de 2023, a série foi renovada para uma segunda temporada, e estreou no Brasil em 6 de agosto de 2025, dividida em duas partes, com a segunda confirmada para 3 de setembro do mesmo ano. Em julho de 2025, a série foi renovada para uma terceira temporada.

## Enredo
Wandinha Addams é expulsa de um colégio tradicional depois de jogar piranhas vivas na piscina da escola como forma de vingança contra alguns valentões que praticavam bullying com seu irmão, Feioso. Após esse incidente, seus pais Gomez e Morticia Addams decidem matricular Wandinha na Escola Nunca Mais, um internato privado em Jericho, Vermont, onde os estudantes descendentes de monstros possuem poderes sobrenaturais. A personalidade fria e sem emoção de Wandinha e sua natureza desafiadora tornam difícil para ela se conectar com seus colegas de escola e fazem com que ela entre em conflito com a diretora, Larissa Weems. No entanto, ela descobre que herdou as habilidades psíquicas de sua mãe, que lhe permitem resolver o mistério de uma série de assassinatos locais envolvendo uma criatura misteriosa.

## Elenco e personagens

### Principal
- Jenna Ortega como Wednesday/Wandinha Addams: uma garota de dezesseis anos gótica e com poderes psíquicos. Ortega também interpreta Goody Addams, ancestral de Wandinha que aparece em suas visões. No Brasil com a voz de Marianna Alexandre.
  - Karina Varadi como Wandinha jovem.
- Gwendoline Christie como Larissa Weems: a diretora da Escola Nunca Mais e melhor amiga de Morticia Addams.
  - Oliver Vickham como Larissa Weems jovem.
- Riki Lindhome como Dra. Valerie Kinbott: a terapeuta de Wandinha.
- Jamie McShane como Donovan Galpin: o xerife de Jericho que investiga os assassinatos e desconfia dos perigos da Escola Nunca Mais.
  - Ben Wilson como Donovan Galpin jovem.
- Hunter Doohan como Tyler Galpin: filho de Donovan e barista em uma cafeteria, que desenvolve uma amizade e interesse amoroso em Wandinha.
- Percy Hynes White como Xavier Thorpe: um estudante da Escola Nunca Mais que consegue dar vida à sua arte.
- Emma Myers como Enid Sinclair: uma estudante lobisomem de natureza alegre, colega de quarto e namorada de Wandinha.
- Georgie Farmer como Ajax Petropolus: um górgona e estudante da Escola Nunca Mais.
- Joy Sunday como Bianca Barclay: uma sereia e a estudante popular da Escola Nunca Mais, ex-namorada de Xavier e inimiga de Wandinha.
- Moosa Mostafa como Eugene Otinger: um estudante da Escola Nunca Mais que consegue manipular as abelhas.
- Naomi J. Ogawa como Yoko Tanaka: uma vampira e estudante da Escola Nunca Mais.
- Christina Ricci como Marylin Thornhill: a professora de botânica da Escola Nunca Mais e conselheira de Wandinha e Enid.

### Recorrente
- Victor Dorobantu como Thing/Mãozinha: uma mão desencarnada e parente de Wandinha, enviado para vigiá-la na Escola Nunca Mais.
- Luyanda Unati Lewis-Nyawo como Richie Santiago: deputado de Jericho.
- Tommie Earl Jenkins como Noble Walker: prefeito de Jericho.
  - Ismail Kesu como Noble Walker jovem.
- Iman Marson como Lucas Walker: filho de Noble.

### Participação
- Catherine Zeta-Jones como Morticia Addams: matriarca da família Addams e mãe de Wandinha e Feioso.
- Luis Guzmán como Gomez Addams: patriarca da família Addams e pai de Wandinha e Feioso.
- Isaac Ordonez como Pugsley/Feioso Addams: irmão mais novo de Wandinha.
- George Burcea como Lurch/Tropeço: mordomo da família Addams.
- Calum Ross como Rowan Laslow: um estudante da Escola Nunca Mais que possui poderes telecinéticos e inimigo de Wandinha.
- William Houston como Joseph Crackstone: um antepassado de Jericho.
- Fred Armisen como Uncle Fester/Tio Chico: tio de Wandinha.

## Episódios
| Temporada | Temporada | Episódios | Episódios             | Originalmente lançado  |                        |
| --------- | --------- | --------- | --------------------- | ---------------------- | ---------------------- |
|           | 1         | 8         | 8                     | 23 de novembro de 2022 | 23 de novembro de 2022 |
|           | 2         | 8         | 4                     | 6 de agosto de 2025    | 6 de agosto de 2025    |
| 4         | 2         | 8         | 3 de setembro de 2025 | 3 de setembro de 2025  |                        |

### 1.ª temporada (2022)
| N.º geral | N.º na temp. | Título                                                                                                   | Dirigido por    | Escrito por                               | Lançamento             |
| --- | ------------ | --- | --------------- | ----------------------------------------- | ---------------------- |
| 1 | 1            | "Wednesday's Child Is Full of Woe" "Wandinha é só Desgosto" (BR) "Nascida em um Dia Triste" (PT)         | Tim Burton      | Alfred Gough & Miles Millar               | 23 de novembro de 2022 |
| Wednesday Addams, uma estudante do ensino médio, encontra o seu irmão Pugsley amarrado num cacifo. Ela tem uma visão psíquica dos seus agressores, que ela tenta matar, resultando na sua expulsão da escola. Os seus pais, Morticia e Gomez, decidem matriculá-la na Academia Nevermore, a sua antiga escola e uma escola para marginalizados em Jericho, Vermont. Enquanto isso, um caminhante é morto por uma criatura desconhecida perto de Nevermore. Os pais de Wednesday libertam Thing (Mãozinha), uma mão sem corpo e com consciência, para cuidar dela. Ela conhece a sua colega de quarto Enid, sua completa oposta, e duela com Bianca, a menina popular, depois que Bianca intimida um rapaz chamado Rowan. Mais tarde, Wednesday quase é morta por uma gárgula que cai, mas é salva pelo ex-namorado de Bianca, Xavier. Depois de fugir da sua sessão de terapia ordenada pelo tribunal, Wednesday conhece Tyler, um barista, que concorda em ajudá-la a fugir de Nevermore. No entanto, ela é detida pela diretora Larissa Weems e levada de volta para a escola. Mais tarde, Tyler e Wednesday encontram-se no carnaval local, e Wednesday tem uma visão da morte de Rowan. Rowan tenta matá-la, mas é assassinado por um monstro, salvando a vida de Wednesday.                                |              | |                 |                                           |                        |
| 2 | 2            | "Woe Is the Loneliest Number" "Desgosto Solitário" (BR) "A Tristeza é Solitária" (PT)                    | Tim Burton      | Alfred Gough & Miles Millar               | 23 de novembro de 2022 |
| Wednesday convence o cético xerife Galpin de que o autor dos assassinatos é, na verdade, um monstro. De repente, Rowan reaparece ileso. Wednesday duvida da sua sanidade mental e decide investigar os assassinatos por conta própria. Ela vagueia pelo campus perguntando sobre Rowan e é informada de que ele foi expulso. Enquanto isso, Weems fica preocupado com as visões de Wednesday e passa a vigiá-la de perto. Wednesday confronta um Rowan defensivo quando ele sai da escola e manda Thing segui-lo. Thing perde-o e Rowan revela-se ser a diretora Weems, que se transformou nele. Wednesday tem visões de um livro pertencente a uma antiga sociedade de estudantes. Na sua busca pelo livro, ela ouve Bianca a planear manipular o próximo torneio estudantil. Wednesday junta-se a Enid para derrotar Bianca e ganhar o torneio. Mais tarde, Wednesday descobre uma biblioteca escondida dentro da escola, onde é capturada. |              | |                 |                                           |                        |
| 3 | 3            | "Friend or Woe" "Amiga ou Desgosto" (BR) "Tristemente Amiga ou Inimiga" (PT)                             | Tim Burton      | Kayla Alpert                              | 23 de novembro de 2022 |
| Wednesday encontra-se amarrada e cercada por membros de uma sociedade estudantil de elite, incluindo Bianca e Xavier. Wednesday liberta-se e sai da biblioteca, levando um dos livros consigo. Weems ordena que Wednesday acompanhe a banda do colégio a uma cerimónia municipal organizada pelo presidente da câmara Noble Walker. Um desenho no livro roubado leva-a a uma exposição numa feira local, onde ela repara na pintura de uma menina que tinha visto nas suas visões. Na floresta, Wednesday imagina a menina — que acredita ser uma antepassada sua — a escapar da execução dos párias da cidade pelas mãos do seu fundador, Joseph Crackstone. Wednesday é emboscada pelo monstro, que ela descobre, pelas suas pegadas, ser humano. De volta à cidade, Wednesday interrompe a cerimónia ao fazer com que Thing destrua uma estátua comemorativa de Joseph Crackstone e é repreendida pela diretora Weems. Ao investigar uma cena de crime na floresta, a polícia encontra uma câmara que capturou fotografias do monstro. |              | |                 |                                           |                        |
| 4 | 4            | "Woe What a Night" "Noite ou Desgosto" (BR) "Uma Noite Triste" (PT)                                      | Tim Burton      | Kayla Alpert                              | 23 de novembro de 2022 |
| Wednesday e Thing invadem o gabinete do médico legista para copiar os arquivos das vítimas do monstro. Ao tentar identificar um padrão, ela descobre que cada vítima teve partes do corpo removidas cirurgicamente. Wednesday suspeita de Xavier e segue-o até ao seu estúdio de arte, onde descobre vários desenhos do monstro, que a levam até à caverna do monstro. Lá, ela recupera uma das garras e entrega-a ao xerife Galpin para análise de DNA. Wednesday e Tyler vão juntos a um baile da escola. Enquanto isso, o colega Eugene, que está a par do trabalho de investigação de Wednesday, testemunha uma figura encapuzada explodir a caverna do monstro. O baile é interrompido pelo filho do presidente da câmara Walker, Lucas, que aciona os extintores do prédio em vingança pela interrupção de Wednesday na cerimónia da cidade. Wednesday sente que Eugene está em perigo e vai para a floresta, apenas para encontrá-lo gravemente ferido pelo monstro. |              | |                 |                                           |                        |
| 5 | 5            | "You Reap What You Woe" "Quem Planta Desgosto, colhe..." (BR) "Quem Semeia Vento colhe Tristeza" (PT)    | Gandja Monteiro | April Blair                               | 23 de novembro de 2022 |
| 32 anos antes, Gomez Addams foi preso em Nevermore sob suspeita de ter assassinado Garrett Gates, um descendente de Joseph Crackstone. No presente, os Addams visitam Wednesday no fim de semana dos pais em Nevermore. Uma sessão de terapia familiar é interrompida quando Wednesday confronta os pais sobre o suposto assassinato. Enquanto isso, o xerife Galpin descobre que o médico legista cometeu suicídio após admitir ter falsificado o relatório da autópsia de Gates. Galpin conclui que Gomez é culpado e o prende. Na prisão, Gomez revela a Wednesday que estava a encobrir Morticia, que realmente matou Garrett. Wednesday e Morticia desenterram o túmulo de Garrett e descobrem que ele foi envenenado mortalmente antes de ser morto, mas são apanhadas pela polícia e presas durante a noite. Mais tarde, elas confrontam o presidente da câmara Walker, que revela que Garrett pretendia envenenar toda a escola devido ao ódio do seu pai por marginalizados. O presidente da câmara Walker concorda em libertar Gomez depois de admitir ter encobrido o motivo de Garrett. De volta a Nevermore, a diretora Weems admite relutantemente ter encobrido a morte de Rowan por meio de metamorfose, num esforço para evitar controvérsia na escola.                                        |              | |                 |                                           |                        |
| 6 | 6            | "Quid Pro Woe" "Toma Lá, Não Dá Cá" (BR) "Aniversário Triste'" (PT)                                      | Gandja Monteiro | April Blair                               | 23 de novembro de 2022 |
| Wednesday tenta invocar Goody, uma antepassada e colega vidente que matou Crackstone. Durante uma festa de aniversário surpresa, Wednesday tem uma visão de Goody, que a instrui a procurar a mansão Gates. Lá, ela testemunha o presidente da câmara Walker a sair do edifício e entra sorrateiramente no seu carro. Depois de voltar à cidade, o presidente da câmara Walker é atropelado por um carro e fica gravemente ferido. A diretora Weems fecha a escola e proíbe Wednesday de sair do campus. Com a ajuda de Tyler e Enid, ela foge e volta para a mansão Gates. Lá, eles descobrem que Laurel Gates, irmã mais nova de Garrett, há muito considerada morta, pode ainda estar viva. Eles encontram partes de corpos mutilados das vítimas do monstro numa cave, mas são forçados a fugir após serem emboscados pelo monstro. Wednesday leva Galpin até a cave, mas ela está vazia. Em Nevermore, Wednesday convence Weems a não expulsá-la para continuar a sua investigação. No hospital, uma figura desconhecida mata o presidente da câmara Walker. |              | |                 |                                           |                        |
| 7 | 7            | "If You Don't Woe Me by Now" "Se Não Me Conhece Ainda..." (BR) "É Triste que Ainda não Me Conheças" (PT) | James Marshall  | Alfred Gough, Miles Millar & Matt Lambert | 23 de novembro de 2022 |
| No funeral do presidente da câmara Walker, Wednesday repara numa figura espreitante e persegue-a pela floresta. A figura revela-se ser o tio Fester, que explica a Wednesday que o monstro que ela tem investigado é um Hyde. Juntos, recuperam um diário da biblioteca escondida que revela que um Hyde deve ter sempre um mestre. Mais tarde, seguem Xavier, a quem vêem encontrar-se com a Dra. Kinbott, a terapeuta de Wednesday, na floresta. Depois de voltar de um encontro com Tyler, Wednesday encontra o seu quarto vandalizado, o diário roubado e Thing gravemente ferido. A investigação sobre Laurel Gates revela que ela está viva e é a mestra do Hyde. Wednesday inicialmente suspeita da Dra. Kinbott, mas Kinbott é morto pelo Hyde. A polícia chega para prender Xavier, que Wednesday acredita ser o Hyde. Wednesday encontra-se com Tyler e beija-o, mas de repente tem uma visão dele sendo o Hyde e foge. |              | |                 |                                           |                        |
| 8 | 8            | "A Murder of Woes" "Confrontando Desgostos" (BR) "Um Bando de Tristezas" (PT)                            | James Marshall  | Alfred Gough & Miles Millar               | 23 de novembro de 2022 |
| Wednesday e os seus colegas de turma raptam Tyler, e Wednesday tortura-o para tentar fazê-lo confessar. Chocados com os seus métodos, os seus colegas alertam a diretora Weems, e Wednesday é presa. Na esquadra, Tyler confessa secretamente a Wednesday que ele é o monstro. Farto das travessuras de Wednesday, Weems expulsa-a de Nevermore. Wednesday, acompanhada por Weems, visita Eugene no hospital, cuja descrição da figura que viu na caverna do monstro corresponde à Sra. Thornhill, uma professora de Nevermore. Weems, disfarçada de Tyler, e Wednesday fazem Thornhill confessar que ela é Laurel Gates e manipulou Tyler para matar as vítimas como parte de seu plano para ressuscitar Joseph Crackstone e exterminar todos os marginalizados. No entanto, Laurel mata Weems e subjuga Wednesday. Usando o sangue de Wednesday, Laurel ressuscita Crackstone e deixa Wednesday para morrer, mas Goody aparece e a cura. Enid, tendo finalmente se transformado em sua forma de lobisomem, derrota Tyler em sua forma Hyde enquanto Crackstone invade Nevermore. Com a ajuda de Bianca, Wednesday destrói e mata Crackstone, e Eugene ajuda a derrotar Laurel. Xavier é libertado da prisão, Tyler é detido e Wednesday deixa a Academia Nevermore, que fica fechanda pelo resto do semestre. |              | |                 |                                           |                        |

### 2.ª temporada (2025)
| Parte 1 |   |                                                                                          |                 |                             |                       |
| 9 | 1 | "Here We Woe Again" "Mais Desgosto" (BR) "Tudo Isto é Tristeza" (PT)                     | Tim Burton      | Alfred Gough & Miles Millar | 6 de agosto de 2025   |
| Tendo aprimorado suas habilidades psíquicas o suficiente para derrotar o Serial Killer de Kansas City, Wednesday retorna a Nevermore e descobre que é uma celebridade. O novo diretor Barry Dort lhe oferece a posição de aluna de honra em uma fogueira de início de ano. Em seu dormitório, ela percebe que tem um perseguidor. Pugsley luta para fazer amigos em seu primeiro dia. Dort convence Morticia a liderar um comitê de arrecadação de fundos. Depois que um assassinato por corvos mata o investigador particular Carl Bradbury, o ex-xerife Galpin pede ajuda a Wednesday para resolver o caso, mas ela se recusa. Dort pressiona Bianca a usar seus poderes de sereia para arrecadar dinheiro, alegando que as pressões financeiras podem significar que alunos bolsistas, como ela, teriam que ser cortados. Xavier, que foi transferido para outra escola, envia a Wednesday uma pintura, que mostra um corvo com um olho cego. Antes da noite da grande fogueira, o perseguidor rouba o manuscrito de Wednesday. Depois de recuperá-lo do meio da fogueira, Wednesday rejeita publicamente todos os elogios por salvar a escola e vai embora furiosa. Após ouvir sobre um ex-aluno com um coração de relógio, que morreu em consequência de suas invenções perigosas, Pugsley acidentalmente o revive como um zumbi. Enid persegue Wednesday, mas Wednesday desmaia após ter uma visão da lápide de Enid em um cemitério infestado de corvos, enquanto Morticia corre para ajudar Wednesday. |   |                                                                                          |                 |                             |                       |
| 10 | 2 | "The Devil You Woe" "Confronto" (BR) "Tristeza Diabólica" (PT)                           | Paco Cabezas    | Matt Lambert                | 6 de agosto de 2025   |
| Wednesday procura Galpin para ajudar a investigar o assassinato de Bradbury, mas o encontra também assassinado por corvos. Quando seus poderes psíquicos falham, Wednesday é presa, mas é liberada da custódia depois que Gomez atua como seu advogado. Durante o Dia da Pegadinha de Nevermore, Wednesday encontra um dos olhos de Galpin colocado no dormitório dela e de Enid. Pugsley revela Slurp, o zumbi que ele acorrentou e está mantendo como animal de estimação, para Eugene, mas ele eventualmente escapa. Wednesday se passa por Enid durante uma aula de direção, toma o carro e dirige até o Hospital Psiquiátrico Willow Hill, onde Tyler está internado. Depois de se encontrar com a psiquiatra de Tyler, Dra. Rachael Fairburn, Wednesday provoca Tyler e conta a ele sobre a morte de seu pai. Enid e seu lobisomem apaixonado, Bruno, são sequestrados e Wednesday é desafiada a resolver uma série de enigmas para impedi-los de serem mortos. Wednesday resolve o último enigma e os liberta. Agnes DeMille, uma estudante com poderes de invisibilidade e fã de Wednesday, revela-se como a perseguidora. Agnes admite ter roubado o manuscrito de Wednesday e estar por trás do jogo da morte – em parte como brincadeira para chamar a atenção de Wednesday –, mas nega envolvimento no assassinato de Galpin. Bianca tenta persuadir Morticia a pedir uma doação à sua mãe, Hester Frump, com quem está distante, mas Morticia recusa. Depois que Bianca descobre que Dort está protegido dos efeitos de seus poderes de sereia, ela é forçada a usá-los em Morticia. Thing admite a Wednesday que Morticia pegou o livro de Goody Addams. |   |                                                                                          |                 |                             |                       |
| 11 | 3 | "Call of the Woe" "Chamado da Natureza" (BR) "O Apelo da Tristeza" (PT)                  | Paco Cabezas    | Valentina Garza             | 6 de agosto de 2025   |
| No funeral de Galpin, a Dra. Fairburn conta a Wednesday que visitou Tyler uma vez em Willow Hill, o que fez com que Tyler se transformasse em sua forma Hyde. Em um hotel local, Bianca visita sua mãe, Gabrielle, que está escondida após o colapso do culto de seu ex-marido. Com a ajuda da amiga metamorfa de Agnes, Wednesday entra no celular de Galpin e descobre sobre o "Bullpen", uma cabana de caça que eles usavam como ponto de encontro. Wednesday decide comparecer ao primeiro acampamento de Nevermore para investigar, mas seus pais também vão como acompanhantes. Pugsley leva Slurp para que ele não fique sozinho. Uma reserva dupla leva Nevermore a competir com os Cadetes da Fênix pelo uso do acampamento, e Nevermore vence o desafio de capturar a bandeira. No "Bullpen", Wednesday descobre notícias de anos sobre as mortes de pacientes marginalizados de Willow Hill e o nome "Lois" pintado em uma parede. Na tentativa de recuperar o livro de Goody, Wednesday desafia Morticia para um duelo às cegas, que ela aceita com a condição de que, se vencer, possa queimar o livro; Morticia vence. Quando os Cadetes da Fênix tentam invadir o acampamento, eles acidentalmente libertam Slurp, que mata seu chefe escoteiro no processo. Slurp é transferido para Willow Hill, onde Laurel Gates também é uma nova paciente. |   |                                                                                          |                 |                             |                       |
| 12 | 4 | "If These Woes Could Talk" "Se Estas Paredes Falassem" (BR) "Se a Tristeza Falasse" (PT) | Tim Burton      | Lauren Otero                | 6 de agosto de 2025   |
| Wednesday desafia sua mãe a lhe contar por que sua tia Ophelia – irmã de Morticia – foi enviada para Willow Hill. Morticia explica que Ophelia "levou suas habilidades psíquicas longe demais". Com a ajuda da avó Hester Frump, Wednesday descobre que as certidões de óbito de pacientes párias "falecidos" de Willow Hill foram todas assinadas por Augustus Stonehurst, agora paciente de Willow Hill. Quando a avó se oferece para doar para Nevermore se o livro de Goody for devolvido a Wednesday, Morticia joga o livro na lareira. Wednesday recruta Fester para se infiltrar em Willow Hill e descobrir mais sobre "Lois" e os pacientes excluídos desaparecidos. Sua destruição de um quarto de hotel para garantir sua prisão também resulta na prisão da mãe de Bianca. Bianca e Ajax a salvam da custódia e a escondem em Nevermore. O plano de Fester é frustrado e ele é colocado na mesma cela que Slurp. Wednesday se infiltra em Willow Hill e resgata Fester, enquanto Slurp escapa. Wednesday e Fester descobrem que o "LOIS" (Estudo de Integração de Excluídos de Longo Prazo) é um programa secreto para transferir os poderes dos excluídos para as pessoas comuns, e os pacientes supostamente falecidos de Willow Hill ainda estão presos. Judi Spannegel, assistente executiva da Dra. Fairburn, revela-se a verdadeira chefe de Willow Hill e filha de Stonehurst. Dando continuidade ao trabalho do pai, ela passou por experimentos para se tornar uma aviária, capaz de controlar pássaros. Após Fester libertar os detentos do LOIS, Laurel liberta Tyler, mas ele a mata, enquanto Slurp mata a Dra. Fairburn e Stonehurst. Enquanto ajuda uma mulher apavorada que era uma das detentas, Wednesday encontra Tyler em sua Forma Hyde, que a joga pela janela e escapa. |   |                                                                                          |                 |                             |                       |
| Parte 2 |   |                                                                                          |                 |                             |                       |
| 13 | 5 | "ASA"                                                                                    | Angela Robinson | ASA                         | 3 de setembro de 2025 |
| 14 | 6 | "ASA"                                                                                    | Angela Robinson | ASA                         | 3 de setembro de 2025 |
| 15 | 7 | "ASA"                                                                                    | Tim Burton      | ASA                         | 3 de setembro de 2025 |
| 16 | 8 | "ASA"                                                                                    | Tim Burton      | ASA                         | 3 de setembro de 2025 |

## Produção

### Desenvolvimento

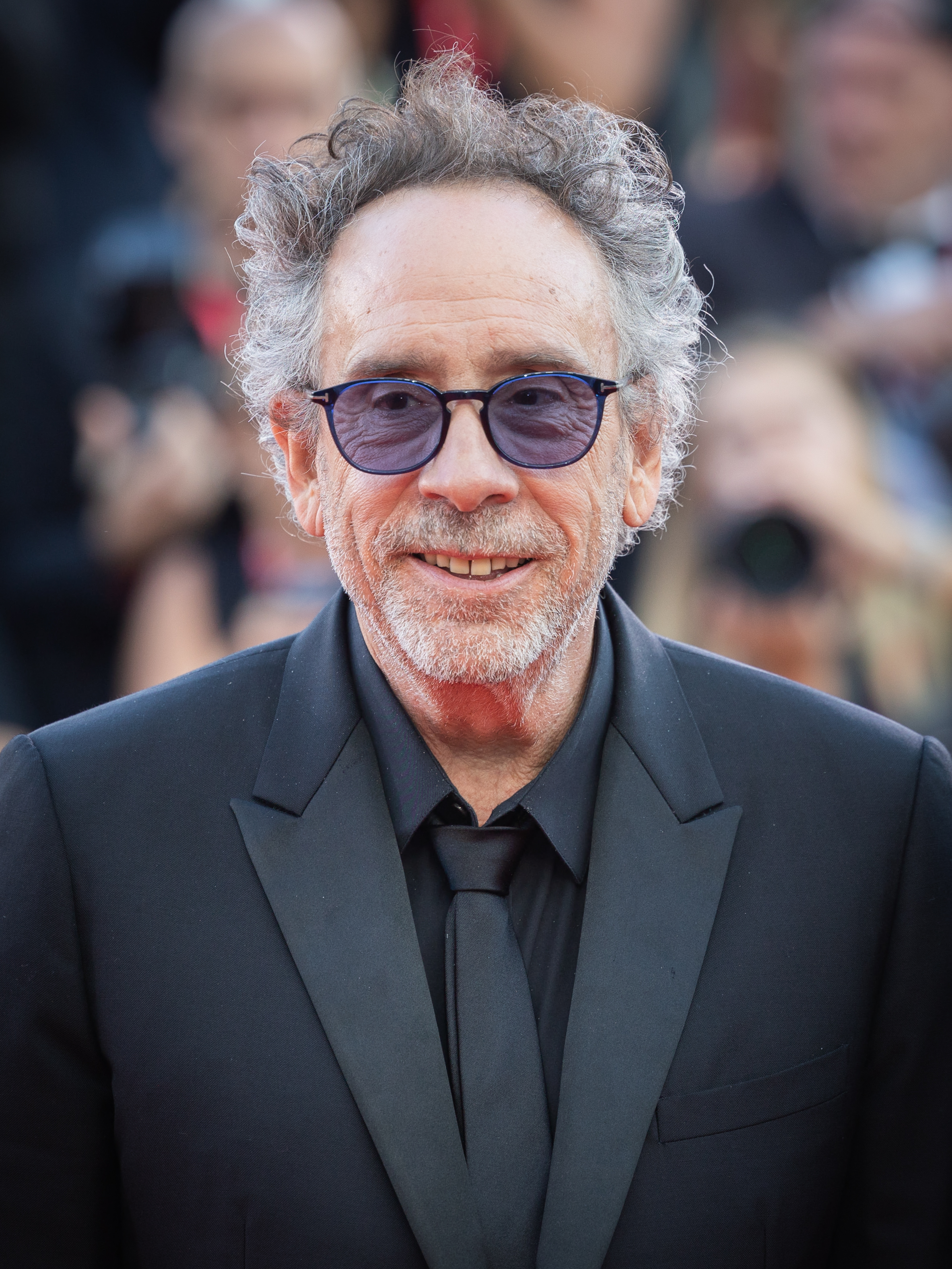
O diretor Tim Burton em 2024. O renomado diretor foi responsável por dirigir alguns episódios de "Wandinha", e também atua como produtor executivo ao lado dos showrunners da série, Miles Millar e Alfred Gough.

Durante a pré-produção do filme de 1991, Tim Burton foi designado para dirigir, mas acabou transmitindo-o devido a conflitos de agenda com Batman Returns, resultando em Barry Sonnenfeld assumindo o trabalho. Em março de 2010, foi anunciado que a Illumination Entertainment, em parceria com a Universal Pictures, havia adquirido os direitos subjacentes aos desenhos da Família Addams. O filme foi planejado para ser um filme de animação em stop motion baseado nos desenhos originais de Charles Addams. Burton foi definido para co-escrever e co-produzir o filme, com a possibilidade de dirigir. Em julho de 2013, foi relatado que o filme foi cancelado.
Os showrunners Miles Millar e Alfred Gough começaram a desenvolver ideias para a história em 2019. Posteriormente, eles adquiriram os direitos da propriedade intelectual antes de escrever um roteiro para o episódio piloto, que enviaram para Burton. Para surpresa deles, Burton imediatamente se interessou ao receber o roteiro. Comentando sua decisão de ingressar no projeto, Burton afirmou que conseguia se identificar com a visão de mundo da personagem-título e que o roteiro “falava comigo sobre como eu me sentia na escola, como você se sente em relação aos seus pais, como se sente como pessoa. Isso deu à Família Addams um tipo diferente de realidade. Foi uma combinação interessante”. Sentindo-se criativamente esgotado após Dumbo (2019), Burton considerou se aposentar da indústria, ficando entregue aos seus próprios “sentimentos e pensamentos” durante a pandemia de COVID-19, mas a oferta para dirigir Wednesday reacendeu seu amor pelo cinema e serviu para ele como um “retiro de recuperação”. Millar afirmou que era “muito importante” para a equipe criativa não imitar os filmes anteriores e a série televisiva de 1964, The Addams Family. Millar e Gough decidiram tornar a justaposição entre “excluídos” e “normais”, bem como a crítica aos americanos coloniais, temas centrais da série.
Em outubro de 2020, Wednesday foi inicialmente anunciado como um projeto não identificado da Família Addams sendo dirigido por Burton. A produção da série seria feita pela MGM Television, com Burton como diretor. Alfred Gough e Miles Millar serviriam como showrunners; enquanto Gough, Millar e Burton também seriam produtores executivos ao lado de Gail Berman, Jon Glickman e Andrew Mittman. Em fevereiro de 2021, a Netflix deu à produção um pedido de série, consistindo em oito episódios. Em agosto de 2021, Kayla Alpert foi adicionada como produtora executiva e 1.21, Tee e Charles Addams Foundation e Glickmania também estavam produzindo a série.
Sobre possíveis temporadas futuras, Gough e Millar comentaram em uma entrevista à Variety: "quando nos sentamos para criar um programa, pensamos em várias temporadas, idealmente. Isso nunca é garantido, mas é com essa expectativa que esperamos que a série seja um sucesso". Eles ainda afirmaram que tinham "um caminho bastante claro" de como as próximas temporadas poderiam se desenrolar. Em uma entrevista ao The Hollywood Reporter, Gough e Millar afirmaram que a segunda temporada expandiria a amizade entre Wednesday Addams e Enid Sinclair, ao mesmo tempo em que aprofundaria o relacionamento de Wednesday com sua mãe, Morticia. Ortega declarou que a temporada iria "se aprofundar no aspecto de horror" enquanto "eliminaria qualquer interesse amoroso romântico para Wednesday". Os preparativos para uma segunda temporada começaram em dezembro de 2022, após a aquisição da Metro-Goldwyn-Mayer pela Amazon.
Em janeiro de 2023, a série foi renovada para uma segunda temporada, com Ortega agora também atuando como produtora. Em julho de 2025, a série foi renovada para uma terceira temporada.

### Música
Em dezembro de 2021, foi divulgado que o colaborador de longa data de Tim Burton, Danny Elfman, havia se juntado à série para compor o tema original e co-compôs a trilha sonora com Chris Bacon. A trilha inclui composições originais da série feitas por Elfman e Bacon, bem como diversas músicas pop, incluindo versões para violoncelo de "Paint It Black" dos the Rolling Stones, "Nothing Else Matters" do Metallica (interpretada pelo Apocalyptica) e "Physical" da Dua Lipa. A trilha também incorpora diversas obras clássicas, incluindo As Quatro Estações de Antonio Vivaldi, o Concerto para Violoncelo de Edward Elgar, O Carnaval dos Animais de Camille Saint-Saëns, Gnossienne nº 1 de Erik Satie e "O voo do besouro" de Nikolai Rimsky-Korsakov.
Liderada por dois singles, a trilha sonora de Wednesday, com 48 faixas, foi lançada pela Lakeshore Records em 23 de novembro de 2022, e um extended play com quatro faixas, apresentando covers de músicas clássicas e pop, foi lançado em 30 de novembro. Em sua crítica da série, Tony Sokol, da revista Den of Geek, chamou a trilha de "uma personagem principal, não apenas tematicamente, mas como um sistema de entrega emocional", tornando "os arrepios mais arrepiantes, as piadas mais engraçadas e os calafrios tangíveis". Linda Codega, do site Gizmodo, descreveu os segmentos com violoncelo como "memoráveis" e a trilha como "ocasionalmente magnífica". Escrevendo para o site IGN, Amelia Emberwing descreveu a combinação da trilha de Elfman com o material de Burton como algo que "se encaixa como manteiga de amendoim e geleia", chamando a trilha sonora de "impressionante".

### Seleção de elenco
Em 19 de maio de 2021, Jenna Ortega foi escalada para o papel principal. Em 6 de agosto de 2021, Luis Guzmán foi escalado para estrelar como Gomez Addams. Em 9 de agosto de 2021, Catherine Zeta-Jones foi escalada como Mortícia Addams em uma capacidade não revelada. Em 27 de agosto de 2021, foi anunciado Thora Birch, Riki Lindhome, Jamie McShane, Hunter Doohan, Georgie Farmer, Moosa Mostafa, Emma Myers, Naomi J. Ogawa, Joy Sunday e Percy Hynes White foram adicionados ao elenco como regulares da série. Em 15 de setembro de 2021, Gwendoline Christie e Victor Dorobantu foram escalados para papéis principais, enquanto Isaac Ordonez, George Burcea, Tommie Earl Jenkins, Iman Marson, William Houston, Luyanda Unati Lewis-Nyawo, Oliver Watson, Calum Ross e Johnna Dias Watson foram escalados para papéis recorrentes. Em dezembro de 2021, Birch saiu da série, deixando o status de sua personagem, a mãe do dormitório Tamara Novak, pouco claro.
Em março de 2022, foi anunciado que Christina Ricci, que interpretou Wednesday Addams no filme The Addams Family e em sua sequência Addams Family Values (1993), foi escalada como personagem regular na série, substituindo Birch em um papel semelhante. Comentando sobre sua escalação, Ricci declarou: "Fiquei realmente lisonjeada por ter sido convidada e por ter sido convidada pelo Tim [Burton]", com quem havia trabalhado anteriormente em A Lenda do Cavaleiro sem Cabeça (1999). Ricci quase não pôde aceitar o papel devido a possíveis conflitos de agenda com a série da Showtime, Yellowjackets. Em outubro, um trailer revelou Fred Armisen como o intérprete do Tio Fester e o papel de Ricci foi confirmado como Marilyn Thornhill.

Em abril de 2024, Steve Buscemi entrou para o elenco da série como o novo diretor da Academia Nevermore, após ter trabalhado anteriormente com Ortega em Klara and the Sun e com Burton em Big Fish (2003), respectivamente, ao lado de Thandiwe Newton em um papel não revelado. Em maio, o elenco da segunda temporada foi anunciado, com Buscemi interpretando Barry Dort, Billie Piper como Capri, Joanna Lumley como Grandmama, Newton como Dra. Fairburn, ao lado de Evie Templeton, Owen Painter, Noah Taylor, Christopher Lloyd, Frances O'Connor, Haley Joel Osment, Heather Matarazzo e Joonas Suotamo em papéis não revelados, enquanto Zeta-Jones, Guzmán, Ordonez e Lewis-Nyawo foram promovidos a regulares na série. Em novembro, Lady Gaga entrou para o elenco em um papel não revelado.

### Filmagens

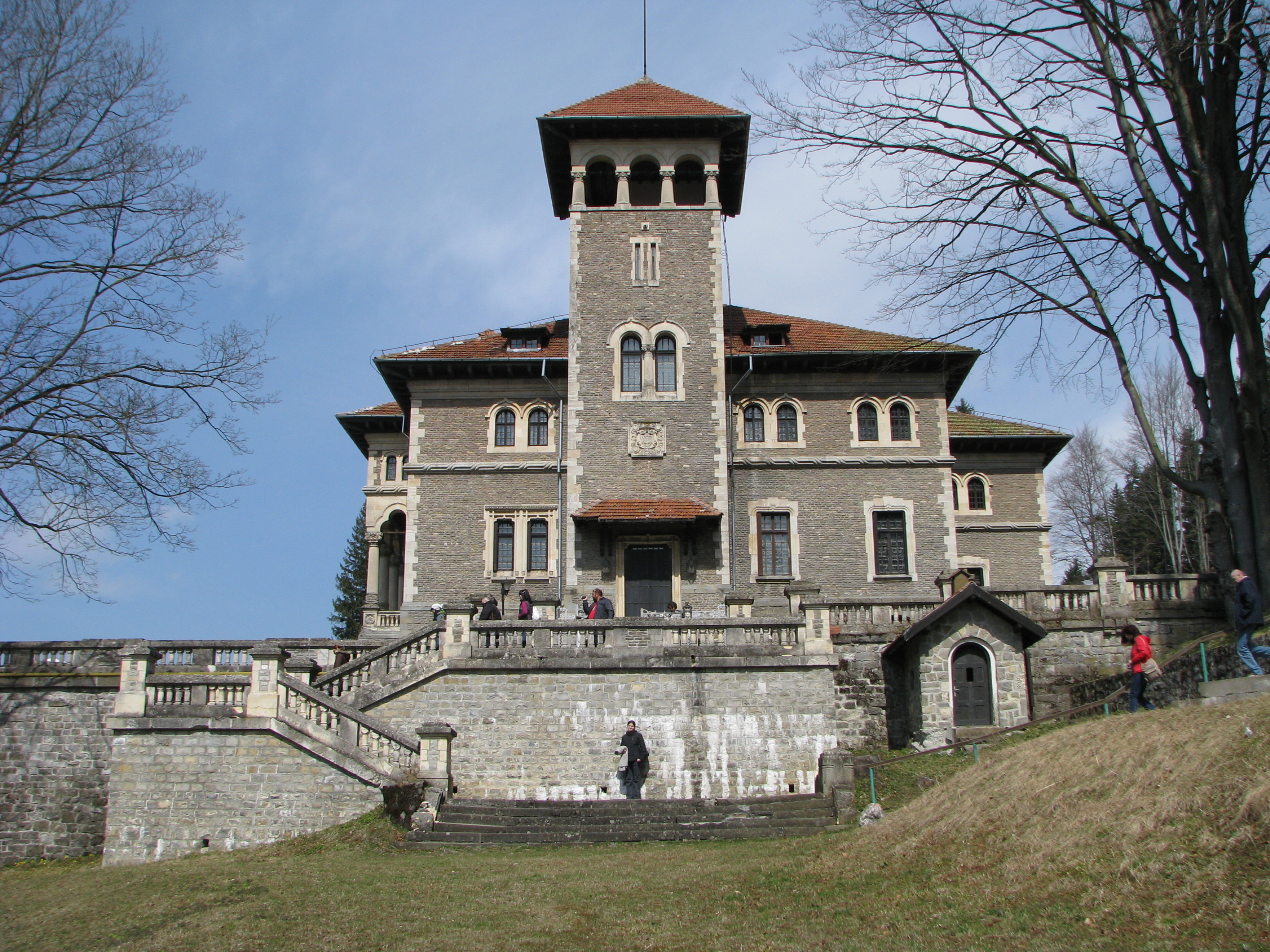
O Castelo Cantacuzino, na Romênia, serviu como local de filmagem externa da Academia Nevermore.

A fotografia principal da primeira temporada ocorreu entre setembro de 2021 e março de 2022, na cidade de Bușteni, localizada na região dos Cárpatos do Sul, na Romênia. Os locais de filmagem incluíram o Castelo Cantacuzino, que serviu como cenário para a fictícia Academia Nevermore, a Universidade Politécnica de Bucareste, a estação ferroviária de Sinaia, o Jardim Botânico de Bucareste, a Casa Monteoru e a histórica Mansão Olga Greceanu no Condado de Dâmbovița, que representou a mansão da família Gates. As tomadas externas do Castelo Cantacuzino foram complementadas com imagens geradas por computador. Outros cenários, incluindo toda a cidade de Jericho, foram construídos nos Buftea Studios. O designer de produção Mark Scruton baseou o design dos cenários principalmente nas cartoons originais de Charles Addams e se inspirou em filmes dirigidos por Tim Burton, como Beetlejuice (1988) e A Fantástica Fábrica de Chocolate (2005).
Ortega descreveu seu trabalho na série como "muito estressante e confuso" e "o trabalho mais esmagador que já tive" devido ao cronograma acelerado de filmagens da produção. Para se preparar para o papel, Ortega aprendeu a tocar violoncelo e fez aulas de canoagem, esgrima, tiro com arco e alemão. Segundo a atriz Joy Sunday, as aulas de canoagem foram especialmente intensas, envolvendo todo o elenco e cerca de uma dúzia de dublês competindo entre si por uma hora diariamente, com os dias começando já às 5h30 da manhã. Ortega evitou conversar com Ricci sobre a personagem durante as filmagens para criar sua própria versão única do papel. Ela própria coreografou a sua dança ao som de "Goo Goo Muck" da banda The Cramps, inspirando-se em Siouxsie Sioux, Bob Fosse e imagens de clubes góticos da década de 1980. Ortega buscou manter a caracterização da Wednesday coerente, chegando a alterar falas que considerava inadequadas ou rasas para a personagem. Ela declarou: "você não pode liderar uma história e não ter nenhum arco emocional, porque então fica entediante e ninguém gosta de você." As cenas com a Mãozinha (Thing), interpretada pelo mágico romeno Victor Dorobantu, foram realizadas com uma combinação de efeitos práticos e especiais; Dorobantu usava uma roupa azul de chroma-key que era editada na pós-produção, deixando visível apenas sua mão. Para criar a ilusão de uma mão decepada, foi aplicada uma prótese de coto em sua mão.
As filmagens da segunda temporada começaram em maio de 2024, na Irlanda. A agenda de Ortega para a série foi discutida com os cineastas da franquia Scream antes da Greve da SAG-AFTRA de 2023, o que levou à sua saída do futuro Scream 7 (2026) por conflito de agendas. Ortega negou essa alegação em abril de 2025, afirmando que deixou o projeto devido às saídas de Melissa Barrera, Matt Bettinelli-Olpin e Tyler Gillett. Em agosto de 2024, quatro episódios já estavam concluídos. As filmagens da segunda temporada foram encerradas no início de dezembro de 2024 e a estreia está prevista para 2025.

## Recepção

### Audiência
De acordo com dados de usuários do TV Time coletados pela Whip Media, Wednesday teve o segundo maior número de seguidores antes do lançamento de qualquer série original da Netflix na plataforma, atrás apenas de The Witcher; a série estreou em primeiro lugar na Netflix em 83 países. A série detém o recorde de mais horas assistidas em uma semana para uma série em inglês da Netflix, com um total de 341 milhões de horas assistidas em sua primeira semana de lançamento, o que equivale a mais de 50 milhões de residências, superando o recorde anterior de Stranger Things 4 de 335 milhões de horas. A Nielsen Media Research relatou um tempo total de exibição de 6 bilhões de minutos em sua primeira semana de lançamento, tornando-se a segunda maior semana de streaming já registrada pela empresa. Três semanas após seu lançamento, tornou-se a segunda série em inglês mais assistida na história da plataforma, atingindo cerca de 150 milhões de residências e totalizando 1 bilhão de horas de exibição até dezembro de 2022. Jacob Stolworthy do The Independent chamou a popularidade da série de "sem precedentes" e sugeriu que ela poderia impulsionar o desenvolvimento de várias outras séries spin-off.

### Resposta crítica
O site agregador de críticas Rotten Tomatoes relatou um índice de aprovação de 73% e uma nota média de 6,9/10, com base em 102 críticas. O consenso dos críticos do site diz: "Wednesday não é exatamente cheia de tristeza para os espectadores, mas sem Jenna Ortega no papel principal, esta série adjacente à Família Addams poderia muito bem ser outro drama da The CW." O Metacritic, que usa uma média ponderada, atribuiu uma pontuação de 66 em 100 com base em 26 críticos, indicando "críticas geralmente favoráveis".
Ed Power do The Daily Telegraph deu a Wednesday quatro de cinco estrelas e chamou-a de "uma aventura rococó viciante que se desenrola como uma mistura de Euphoria e Hotel Transylvania". John Anderson do The Wall Street Journal elogiou a "performance carismática" de Ortega e chamou a série de "frequentemente encantadora, apesar de sua escuridão deliberada". Em sua análise "B" para The Detroit News, Tom Long considerou a série visualmente atraente e descreveu o humor deadpan de Ortega como "tão elástico quanto necessário" e seu desempenho geral como "consistentemente [empurrando] para fora da caricatura o suficiente para manter as coisas animadas". Escrevendo para RogerEbert.com, Cristina Escobar também elogiou o humor deadpan de Ortega e destacou o final "satisfatório" da série. Embora tenha considerado que a série não seria "o que os verdadeiros fãs de Charles Addams e seus personagens estão procurando", Mike Hale do The New York Times chamou a série de "tolerável" apesar de "satisfazer apenas no nível do romance adolescente e mistério formulaico" e comparou-a à franquia Harry Potter. Comentando sobre seu tom, Jesse Hassenger do TheWrap descreveu os quatro episódios dirigidos por Burton como mais parecidos com Veronica Mars do que com Sleepy Hollow. Nick Hilton do The Independent deu à série duas de cinco estrelas e criticou o tom da série como "incansavelmente espirituosa como Geração Z" e suas performances como "mais bidimensionais do que a tirinha da New Yorker em que os personagens apareceram pela primeira vez".

### Indicações à Prêmios
A lista abaixo apresenta as premiações mais populares onde tanto a equipe (incluindo o elenco), quanto a série de Wednesday, foram indicados.
| Prêmio                              | Ano  | Categoria                                                                             | Indicado(s) | Resultado | Ref.          |
| ----------------------------------- | ---- | ------------------------------------------------------------------------------------- | --- | --------- | ------------- |
| Astra TV Awards                     | 2023 | Melhor Série de Streaming, Comédia                                                    | Wednesday | Indicada  | [ 85 ] [ 86 ] |
| Astra TV Awards                     | 2023 | Melhor Atriz em Série de Streaming, Comédia                                           | Jenna Ortega | Indicada  | [ 85 ] [ 86 ] |
| Astra TV Awards                     | 2023 | Melhor Atriz Coadjuvante em Série de Streaming, Comédia                               | Christina Ricci | Venceu    | [ 85 ] [ 86 ] |
| Astra TV Awards                     | 2023 | Melhor Direção em Série de Streaming, Comédia                                         | Tim Burton (por "Wednesday's Child is Full of Woe") | Indicado  | [ 85 ] [ 86 ] |
| Astra TV Awards                     | 2023 | Melhor Roteiro em Série de Streaming, Comédia                                         | Alfred Gough e Miles Millar (for "Wednesday's Child Is Full of Woe")                                                                                           | Indicados | [ 85 ] [ 86 ] |
| British Academy Television Awards   | 2023 | Melhor Programa Internacional                                                         | Wednesday | Indicada  | [ 87 ]        |
| Critics' Choice Super Awards        | 2023 | Melhor Série de Terror                                                                | Wednesday | Indicada  | [ 88 ]        |
| Critics' Choice Super Awards        | 2023 | Melhor Atriz em Série de Terror                                                       | Jenna Ortega | Venceu    | [ 88 ]        |
| Critics' Choice Super Awards        | 2023 | Melhor Atriz em Série de Terror                                                       | Christina Ricci | Indicada  | [ 88 ]        |
| Costume Designers Guild Awards      | 2023 | Melhor Figurino Original para Série Contemporânea de TV                               | Colleen Atwood e Mark Sutherland (por "Wednesday's Child is Full of Woe")                                                                                      | Venceu    | [ 89 ]        |
| Golden Globe Awards                 | 2023 | Melhor Série de Televisão – Musical ou Comédia                                        | Wednesday | Indicada  | [ 90 ]        |
| Golden Globe Awards                 | 2023 | Melhor Atriz – Série de Televisão Musical ou Comédia                                  | Jenna Ortega | Indicada  | [ 90 ]        |
| MTV Millennial Awards               | 2023 | Melhor Série / Filme Killer                                                           | Wednesday | Indicada  | [ 91 ]        |
| MTV Movie & TV Awards               | 2023 | Melhor Série                                                                          | Wednesday | Indicada  | [ 92 ]        |
| MTV Movie & TV Awards               | 2023 | Melhor Atuação em uma Série                                                           | Jenna Ortega | Venceu    | [ 92 ]        |
| MTV Movie & TV Awards               | 2023 | Melhor Herói                                                                          | Jenna Ortega | Indicada  | [ 92 ]        |
| MTV Movie & TV Awards               | 2023 | Melhor Dupla                                                                          | Jenna Ortega e Thing | Indicada  | [ 92 ]        |
| MTV Movie & TV Awards               | 2023 | Melhor Momento Musical                                                                | "Goo Goo Muck" | Indicada  | [ 92 ]        |
| National Television Awards          | 2023 | Novo Drama                                                                            | Wednesday | Venceu    | [ 93 ]        |
| Nickelodeon Kids' Choice Awards     | 2023 | Série de TV Familiar Favorita                                                         | Wednesday | Venceu    | [ 94 ]        |
| Nickelodeon Kids' Choice Awards     | 2023 | Atriz de TV Favorita (Família)                                                        | Jenna Ortega | Venceu    | [ 94 ]        |
| Primetime Creative Arts Emmy Awards | 2023 | Melhor Design de Título Principal                                                     | Aaron Becker, Joseph Ahn, James Ramirez, Lee Nelson, Eric Keller e Hsien Lun Su                                                                                | Indicados | [ 95 ]        |
| Primetime Creative Arts Emmy Awards | 2023 | Melhor Tema Musical de Título Principal                                               | Danny Elfman | Venceu    | [ 95 ]        |
| Primetime Creative Arts Emmy Awards | 2023 | Melhor Maquiagem Contemporânea (Não Prostética)                                       | Tara McDonald, Freda Ellis, Nirvana Jalalvand, Tamara Meade e Bianca Boeroiu (por "Woe What A Night")                                                          | Venceu    | [ 95 ]        |
| Primetime Creative Arts Emmy Awards | 2023 | Melhor Composição Musical para uma Série (Trilha Sonora Dramática Original)           | Danny Elfman e Chris Bacon (por "Woe Is The Loneliest Number")                                                                                                 | Indicados | [ 95 ]        |
| Primetime Creative Arts Emmy Awards | 2023 | Melhores Figurinos Contemporâneos para uma Série                                      | Colleen Atwood, Mark Sutherland, Robin Soutar, Claudia Littlefield e Adina Bucur (por "Wednesday's Child Is Full Of Woe")                                      | Venceu    | [ 95 ]        |
| Primetime Creative Arts Emmy Awards | 2023 | Melhor Fotografia para uma Série (Uma Hora)                                           | David Lanzenberg (por "Woe What A Night") | Indicado  | [ 95 ]        |
| Primetime Creative Arts Emmy Awards | 2023 | Melhor Design de Produção para um Programa Narrativo Contemporâneo (Uma Hora ou Mais) | Mark Scruton, Adrian Curelea e Robert Hepburn (por "Wednesday's Child Is Full Of Woe")                                                                         | Venceu    | [ 95 ]        |
| Primetime Creative Arts Emmy Awards | 2023 | Melhor Coordenação de Dublês para uma Série de Comédia ou Programa de Variedades      | Brett Chan e Jason Ng | Indicados | [ 95 ]        |
| Primetime Creative Arts Emmy Awards | 2023 | Melhores Efeitos Visuais em um Episódio                                               | Tom Turnbull, Kent Johnson, Jesse Kawzenuk, Oana Bardan, Craig Calvert, Ed Englander, John Coldrick, Brodie McNeill e Jason Troughton (por "A Murder Of Woes") | Indicados | [ 95 ]        |
| Primetime Emmy Awards               | 2023 | Melhor Série de Comédia                                                               | Wednesday | Indicada  | [ 95 ]        |
| Primetime Emmy Awards               | 2023 | Melhor Atriz em Série de Comédia                                                      | Jenna Ortega | Indicada  | [ 95 ]        |
| Primetime Emmy Awards               | 2023 | Melhor Direção em Série de Comédia                                                    | Tim Burton (por "Wednesday's Child is Full of Woe") | Indicado  | [ 95 ]        |
| Saturn Awards                       | 2024 | Melhor Série de Fantasia                                                              | Wednesday | Venceu    | [ 96 ] [ 97 ] |
| Saturn Awards                       | 2024 | Melhor Nova Série de Gênero                                                           | Wednesday | Indicada  | [ 96 ] [ 97 ] |
| Saturn Awards                       | 2024 | Melhor Performance de Jovem Intérprete em Televisão                                   | Jenna Ortega | Venceu    | [ 96 ] [ 97 ] |
| Saturn Awards                       | 2024 | Melhor Atriz Convidada em Série de Televisão                                          | Catherine Zeta-Jones | Indicada  | [ 96 ] [ 97 ] |
| Screen Actors Guild Awards          | 2023 | Melhor Atriz em Série de Comédia                                                      | Jenna Ortega | Indicada  | [ 98 ]        |

Notas
1. ↑  Empatado com Ayo Edebiri por The Bear.